# Montfalcon
Montfalcon és un municipi francès situat al departament de la Isèra i la regió d'Alvèrnia-Roine-Alps.